# Nicolas Sihlé
Nicolas Sihlé, né en 1967, est un anthropologue, ethnologue et tibétologue français. Spécialiste du bouddhisme tibétain, il est président de la Société française d'études du monde tibétain.

## Biographie
Il soutient sa thèse intitulée « Les tantristes tibétains (ngakpa), religieux dans le monde, religieux du rituel terrible : étude de Ch’ongkor, communauté villageoise de tantristes du Baragaon (nord du Népal) » en 2001 à l'université Paris-Nanterre, sous la direction de Fernand Meyer.
Il rejoint le Centre d’études himalayennes du CNRS français et enseigne l'anthropologie à l'université de Virginie, aux États-Unis. Il a passé plus de trois ans dans des communautés tibétaines dont la moitié dans les hautes vallées de l'Himalaya. Il enseigne aussi au Tibet Center Institute en Autriche.

## Accueils critiques
Son ouvrage Rituels bouddhistes de pouvoir et de violence publié en 2013 est considéré par Cécile Ducher comme « une contribution magistrale et indispensable à l’anthropologie du bouddhisme tibétain ».
Pour Guillaume Rozenberg, la recherche de Nicolas Sihlé « représentera une référence stimulante pour les réflexions futures sur le fait et le champ religieux. »

### Ouvrages
- Nicolas Sihlé, Les tantristes tibétains (Ngakpa), religieux dans le monde, religieux du rituel terrible : étude de Ch'ongkor, communauté villageoise de tantristes du Baragaon (nord du Népal), vol. 2, 2001 (OCLC 493684848) (thèse de doctorat)
- Nicolas Sihlé, Rituels bouddhistes de pouvoir et de violence : La figure du tantriste tibétain, Turnhout, Bibliothèque de l'École des hautes études, Sciences religieuses (BEHE 152), 2013, 405 p. (ISBN 978-2-503-54470-0)

### Articles
- (en) Nicolas Sihlé (Affiliation: CNRS, Centre for Himalayan Studies), « Towards a Comparative Anthropology of the Buddhist Gift (and Other Transfers) », Religion Compass, vol. 9, no 11,‎ novembre 2015, p. 352-385 (DOI 10.1111/rec3.12185)